# Tilman Pörzgen

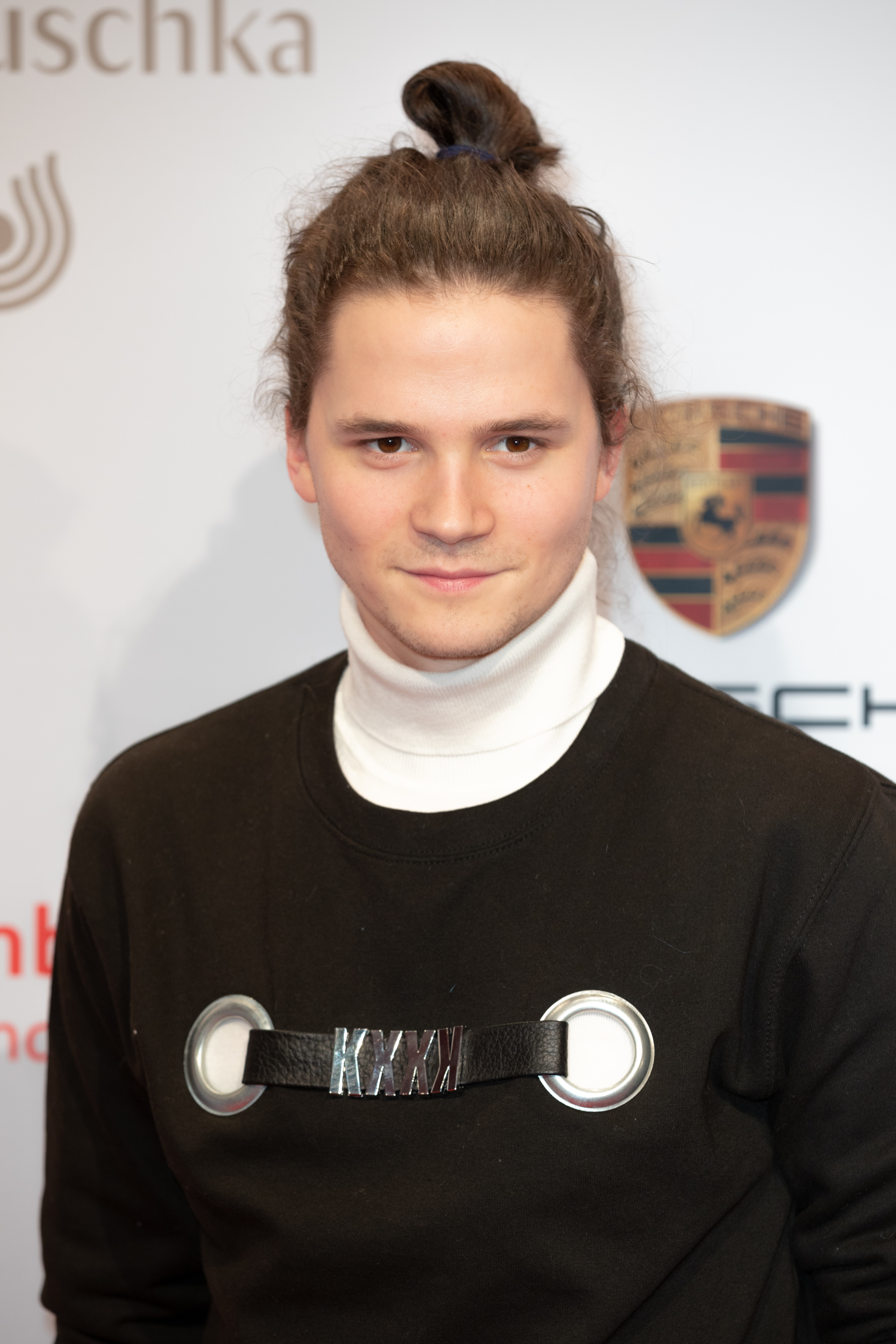
Tilman Pörzgen, 2019

Tilman Pörzgen (* 12. Mai 1993 in Lüneburg) ist ein deutscher Schauspieler.

## Leben
Pörzgen spielte bereits als Jugendlicher in seiner Heimatstadt Lüneburg Theater. Er begann im Kinder- und Jugendensemble bei Margit Weihe im Theater e.novum in Lüneburg. Seit 2009 stand er dort regelmäßig auf der Bühne. Außerdem trat er 2010 beim Jugendtheater Lüneburg auf. Schon früh wollte er Schauspieler werden. Bei einer Aufführung von Frühlings Erwachen im Theater e.novum, in der Pörzgen den Schüler Otto spielte, wurde er 2010 von einem Schauspielagenten entdeckt und unter Vertrag genommen.
Pörzgen ging auf verschiedene Castings, spielte dann in einem Musikvideo mit und drehte einen Werbespot für das Maggi-Kochstudio (als neuer Freund der Tochter); anschließend folgten erste Rollen in Kurzfilmen, Hochschulfilmen und Studentenfilmen. 2012 spielte er in dem Kurzfilm Jetzt Jetzt Jetzt, in dem Johannes Gäde, Til Schindler und Jan-David Bürger seine Partner waren. 2012 trat er beim „Backstage Club“, der Jugendgruppe im Hamburger Schauspielhaus, auf; dort spielte er in Glück gehört dazu.
Ab 2013 folgten Rollen in Fernsehserien, u. a. Großstadtrevier (2013, als Schüler und angetrunkener Mofa-Fahrer), Binny und der Geist (2014, als Luca’s Cousin Jonas), Bettys Diagnose (2015; als Patient und „charmanter Filou“ Timo Deusing) und SOKO Köln (2015; als Schüler Tim Fehling).
Sein Durchbruch gelang ihm mit der Hauptrolle in dem Film Abschussfahrt, der im Mai 2015 in die Kinos kam. Pörzgen spielte darin den Außenseiter und Nerd Paul, der mit seinen Freunden Berny (Chris Tall) und Max (Max von der Groeben) auf der Klassenfahrt nach Prag mit Alkohol und Mädchen richtig Spaß haben will. In Jan Markus Linhofs in Südafrika gedrehter Fernsehkomödie Super-Dad (2015) spielte er Moritz, den Sohn des Barkeepers und „Samenspenders“ Mark (Stephan Luca). 2015 war er auch in zwei Folgen der sechsteiligen Sitcom ... und dann noch Paula zu sehen.
In der Fernsehkomödie Chuzpe – Klops braucht der Mensch! (2015) spielte er an der Seite von Dieter Hallervorden und Anja Kling den Enkel Zacharias. Außerdem übernahm er 2015 eine durchgehende Serienrolle in der Kinder- und Jugendserie Die Pfefferkörner. Er spielt Luke, den älteren Bruder von Till Petersen, einem der jugendlichen Detektive der 8. Detektivgruppe der Serie.
In dem Kinofilm Bibi & Tina: Mädchen gegen Jungs von Detlev Buck, der im Januar 2016 in den Kinos anlief, spielte Pörzgen den „smarten“ französischen Austauschschüler und Frauenversteher François. Im März 2016 war Pörzgen in der ZDF-Serie Letzte Spur Berlin in einer Episodenhauptrolle zu sehen; er spielte Rayk Jacobsen, den jugendlichen Betreiber eines Webvideo-Kanals. Im Mai 2016 war er erstmals in der Fernsehserie In aller Freundschaft – Die jungen Ärzte zu sehen, in einer Episodenhauptrolle als Pflegesohn eines türkischen Patienten mit Aneurysma. In der Auftaktfolge der 5. Staffel der ZDF-Fernsehserie Heldt (Erstausstrahlung: September 2017) hatte Pörzgen eine Episodenhauptrolle als jugendlicher Internet-Star Flo, der durch seine Pranks Aufsehen erregt.

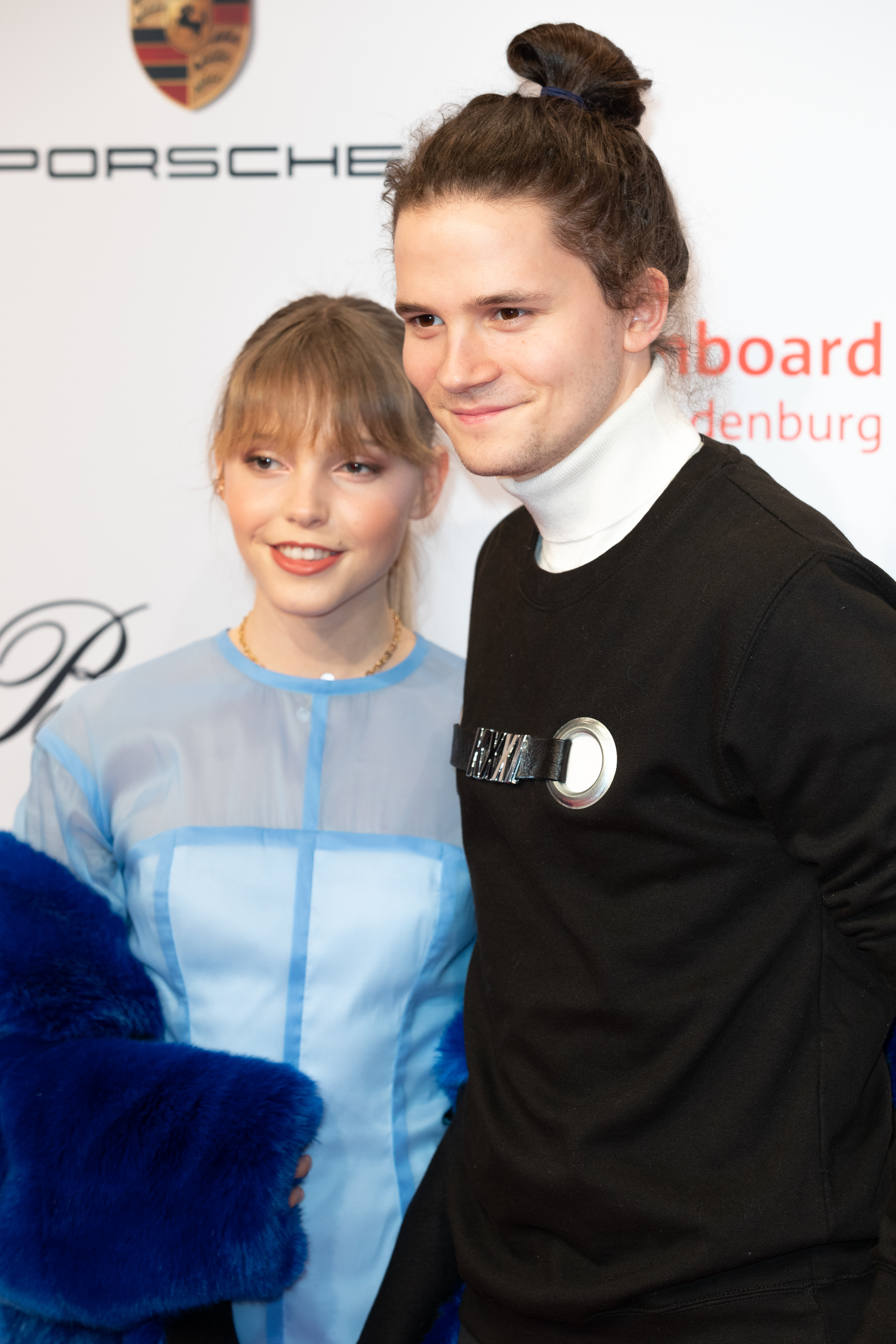
Pörzgen mit Lina Larissa Strahl auf der Party des Medienboard Berlin-Brandenburg anlässlich der Berlinale 2019

In der 4. Staffel der Fernsehserie In aller Freundschaft – Die jungen Ärzte übernahm er ab Folge 154 (Erstausstrahlung: September 2018) eine der Serienhauptrollen; er spielte seither den neu engagierten Assistenzarzt Tom Zondek. Seine Rolle endete im Dezember 2020 (Folge 240) mit seinem Serientod.
In der 10. Staffel der ZDF-Krimiserie SOKO Stuttgart (Oktober 2018) hatte er eine Episodenhauptrolle als tatverdächtiger Fux einer Stuttgarter Burschenschaft. Im Hamburger Tatort: Treibjagd (2018) spielte er als aus Bulgarien stammender Kolya Daskalow an der Seite von Michelle Barthel den männlichen Teil eines Einbrecherpärchens. Im 3. Film der TV-Reihe Käthe und ich, der im September 2020 erstausgestrahlt wurde, verkörperte Pörzgen den von Verbrennungen halbseitig entstellten 19-jährigen Vollwaisen und Teenager Chris, der sich aus Einsamkeit in seine Fantasiewelten flüchtet.
Im Mai 2016 veröffentlichte Lina Larissa Strahl ihr Album Official, auf dem Pörzgen bei den Liedern Unser Platz und Fliegen mitsingt. Im Februar 2019 veröffentlichte er als Download und Stream seine erste Single mit Namen Applaus.
Pörzgen spielte Fußball u. a. für Eintracht Lüneburg und ist Fan von Werder Bremen. In seiner Heimatstadt Lüneburg lebte er in einer WG, gemeinsam mit seinem besten Freund. Pörzgen war mit Lina Larissa Strahl liiert; das Paar lernte sich am Set von Bibi & Tina: Mädchen gegen Jungs kennen und gab seine Beziehung am 21. Dezember 2016 über Instagram bekannt. Pörzgen lebt mittlerweile, ebenso wie Strahl, in Hamburg. 2023 trennte sich das Paar.

## Filmografie
- 2012: Fünfsechstel (Kurzfilm)
- 2013: Jetzt Jetzt Jetzt (Kurzfilm)
- 2013: Großstadtrevier (Fernsehserie, Folge Beatlemania)
- 2014: Binny und der Geist (Fernsehserie, Folge Team-Geist)
- 2015: Bettys Diagnose (Fernsehserie, Folge Gift und Galle)
- 2015: SOKO Stuttgart (Fernsehserie, Folge Blutige Diamanten)
- 2015: Abschussfahrt (Kinofilm)
- 2015: Super-Dad (Fernsehfilm)
- 2015: …und dann noch Paula (Fernsehserie)
- 2015: Chuzpe – Klops braucht der Mensch! (Fernsehfilm)
- 2015: Die Pfefferkörner (Fernsehserie, Serienrolle)
- 2016: Bibi & Tina: Mädchen gegen Jungs (Kinofilm)
- 2016: Letzte Spur Berlin (Fernsehserie, Folge Klickzahlen)
- 2016: In aller Freundschaft – Die jungen Ärzte (Fernsehserie, Folge Glaub an dich)
- 2016–2017: Alles Liebe, Annette (Webserie)
- 2017: Der Lehrer (Fernsehserie, Folge Am Ende kriegt der Held auch noch das Mädchen)
- 2017: Die Hochzeitsverplaner (Fernsehfilm)
- 2017: Heldt (Fernsehserie, Folge Killtube)
- 2018–2020: In aller Freundschaft – Die jungen Ärzte (Fernsehserie)
- 2018: Grüner wird’s nicht, sagte der Gärtner und flog davon (Kinofilm)
- 2018: SOKO Stuttgart (Fernsehserie, Folge Goldene Zeit)
- 2018: Macht euch keine Sorgen!
- 2018: Tatort – Treibjagd (Fernsehreihe)
- 2019: UglyDolls (Lucky Bat, Sprechrolle)
- 2019: In aller Freundschaft – Die jungen Ärzte – Ganz in Weiß (Fernsehfilm)
- 2020: Käthe und ich: Zurück ins Leben (Fernsehreihe)
- 2020: Bettys Diagnose (Fernsehserie, Folge Song für Nellie)
- 2021: Praxis mit Meerblick – Hart am Wind (Fernsehreihe)
- 2021: Großstadtrevier (Fernsehserie, Folge Elphi)
- 2022: Der Kommissar und der See – Liebeswahn (Fernsehreihe)
- 2024: Bettys Diagnose (Fernsehserie, Folge Nebenwirkungen)
- 2024: Meeresrauschen (Kurzfilm)